# Borneo Wschodnie
Borneo Wschodnie (indonez. Kalimantan Timur) – prowincja w Indonezji we wschodniej części wyspy Borneo. Powierzchnia 129 067 km²; 3 648 800 mieszkańców (2014); stolica Samarinda. 25 października 2012 z części prowincji wydzielono Borneo Północne.
Gospodarka: rolnictwo (ryż, kukurydza, orzeszki ziemne, maniok, orzechy kokosowe, olej palmowy, kauczuk, kawa, kakao, goździki, pieprz); rybołówstwo (tuńczyki, krewetki, anchois); eksploatacja lasów (miejscami nielegalna i rabunkowa); wydobycie ropy naftowej, gazu ziemnego, metali szlachetnych, węgla; przemysł spożywczy, drzewny, petrochemiczny; turystyka.

## Geografia
Powierzchnia głównie wyżynna, w zachodniej części góry Iran i Müllera, tereny nizinne w dolnych biegach rzek (głównymi są Mahakam i Kayan); 80% powierzchni (prawie 16 milionów hektarów) pokrywa las równikowy, z czego 1,9 mln ha leży w obrębie rezerwatów, 3,6 mln ha to lasy chronione, 4,8 mln ha – lasy do ograniczonej eksploatacji, 5,5 mln ha – lasy do pełnej eksploatacji.

## Podział administracyjny
Prowincja dzieli się na następujące jednostki administracyjne:
- Okręgi miejskie (kota):
  - Samarinda
  - Balikpapan
  - Bontang
- Kabupateny:
  - Kutai Kartanegara
  - Kutai Timur
  - Berau
  - Paser
  - Paser Utara
  - Kutai Barat
  - Mahakam Ulu